# Cantó de Montpeller-3

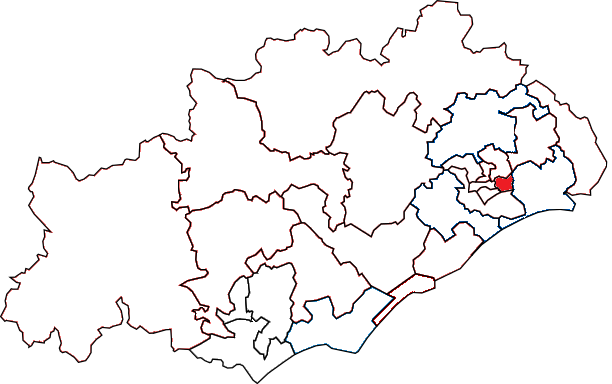
Els cantons de Montpeller

El cantó de Montpellier-3 és un cantó francès del departament de l'Erau, a la regió d'Occitània. Forma part del districte de Montpeller, compta amb una part de la ciutat de Montpeller. En aquest cantó hi ha el quartier Antigone, dissenyat per l'arquitecte català Ricard Bofill.